# Oriolia bernieri
La vanga de Bernier (Oriolia bernieri) es una especie de ave en la familia Vangidae. Es el monotipo del género Oriolia.

## Distribución y hábitat
Es endémica de Madagascar. Su hábitat natural son los bosques bajos húmedos subtropicales o tropicales. Se encuentra amenazada por pérdida de hábitat.